# Urom
Urom (ros. Уром) – wieś (sieło) w Rosji, w Udmurcji, w rejonie małopurgińskim. W 2010 liczyła 1102 mieszkańców.